# Aldo Montano
Aldo Montano (n. 18 noiembrie 1978, Livorno, Italia) este un scrimer italian specializat pe sabie, laureat cu patru medalii olimpice: o medalie de aur la individual, iar o medalie de argint și două de bronz pe echipe. A fost campion mondial la individual în 2011, campion mondial pe echipe în 2015, și de cinci ori campion european (în 2005 la individual iar în 2009, 2010, 2011 și 2013 pe echipe).
A început la scrimă la floretă, apoi a ales sabie pentru a-i urma pe tatăl și bunicul său, Aldo Montano și Mario Aldo Montano, care au fost amândoi medaliați olimpici la acestă armă.

## Legături externe
- Profil Arhivat în 15 septembrie 2015, la Wayback Machine. la Confederația Europeană de Scrimă
- en Aldo Montano la Olympedia.org